# Jujubinus pseudogravinae
Jujubinus pseudogravinae is een slakkensoort uit de familie van de Trochidae. De wetenschappelijke naam van de soort is voor het eerst geldig gepubliceerd in 1973 door Nordsieck.